# 梅塞施密特
梅塞施密特股份有限公司是一家著名的德國飛機製造商。所開發的飛機在二次世界大戰有著出色的表現，如Bf 109戰鬥機和Me 262戰鬥機。公司於戰後繼續經營，後與航太馬特拉飛彈公司（Aerospatiale Matra，亦稱法國宇航）和戴姆勒克萊斯勒航天公司（DaimlerChrysler Aerospace AG）合併成為歐洲航空防衛暨太空公司（European Aeronautic Defence and Space Company EADS N.V.，簡稱EADS），2014年EADS又重组成为了今天的欧洲空中巴士集团。

## 成立背景
梅塞施密特的前身為巴伐利亞飛機製造廠（Bayerische Flugzeugwerke AG，簡稱BFW）。1916年2月MAN股份公司和幾家銀行買下了當時業績不佳的奧托飛機製造廠（Otto-Flugzeugwerke），將其改名成巴伐利亞飛機公司。因為第一次世界大戰的緣故，BFW立即投入飛機製造的工作，為普魯士和巴伐利亞開發戰機。然而，产品却存在严重的品控問題。德國飛行員時常抱怨BFW生產的飛機有許多嚴重的瑕疵。公司於1916年年底进行管理改造和加強對生產線監督后，成功地減決了問題。BFW此後開始每個月製造200架飛機，公司的員工也成長到了3,000位，從而成為巴伐利亞地區最大的飛機製造商。
大戰的終結嚴重衝擊到BFW的業務，因為軍用戰機的需求极大降低。公司的管理階層被迫找尋其它的產品來保持他們在業界的地位。在第一次世界大戰生產的戰機大多數是以木頭為主要原料，因為木頭要比金屬輕，所以BFW也有最先進的木材工廠。更重要的是公司仍然有可以生產約200架飛機的原料，原料的價值甚至達4百70萬帝國馬克。因此用現有的資源去生產家具和廚房設備看似是一個不錯的主意。除此之外，1921年後BFW也開始製造自家設計的摩托車。
1921年的秋天，奧地利金融家卡米羅·卡斯提李奧尼（Camillo Castiglioni）公開表示他對收購巴伐利亞飛機製造廠感興趣。當大部份的股東接受他的開價時MAN公司卻想保有一定的股份，但是這位金融家想要完全買下公司。卡斯提李奧尼獲得巴伐利亞機械製造廠股份公司（Bayerische Motoren Werke，簡稱BMW）總經理佛朗茲·約瑟夫·帕普（Franz-Josef Popp）的大力支持。帕普曾經寫信給MAN公司的總裁說道：「一個死掉的工廠，它沒有任何令人注意的地方，卻有許多荒廢的木製廠房，這些廠房完全不適合工業生產而且看看它們的樣子，根本沒辦法使人提起勁來幹活」。經過幾次協商，MAN公司終於在1922年的秋天放棄了BFW的所有股份。在同年5月，當這位義大利出生的金融家買下了BMW後，就沒有人能阻擋巴伐利亞飛機製造廠和巴伐利亞機械製造廠股份公司的合併案了。

## 战间期
巴伐利亞飛機製造廠於1926年在巴伐利亞奥格斯堡重組。在當時BMW還握有公司極大一部份的股權，而且佛朗茲-約瑟夫·帕普還是公司的總監事。
1927年，威利·梅塞施密特以總設計師和總工程師的身份加入了公司。
在最初的幾個設計中，梅塞施密特M20的結果對於設計者和公司而言是悲劇性的。数架原型機發生墜毀事故，其中一次事故奪走了漢斯·哈克曼的性命，他是漢莎航空和德國帝國航空部首長艾爾哈德·米爾希的摯友。米爾希對梅塞施密特漠不關心的態度感到憤怒，導致了日後他對這位航空製造業的先驅懷恨在心。米爾希最終取消了所有關梅塞施密特的合同，以至於最後公司不得不在1933年申請破产。然而，因為納粹德國的實施軍備重整和跟胡戈·容克斯的友誼讓威利·梅塞施密特沒有在事業上停滯不前。他在1933年帶領BFW重新振作了起來。米爾希雖然盡可能阻礙威利·梅塞施密特的腳步，但是這位傳奇航空設計家還是於1938年接管了公司。
梅塞施密特博士提倡“輕重量結構”的概念。在這一理念下，许多承力件被整合成一個經過加強的硬體，因此可以減輕飞机总重進而提高飞行性能。第一架根據此概念設計出的飛機是梅塞施密特Bf 108，這架飛機馬上就創造了許多飛行紀錄。因為此一卓越表現，巴伐利亞飛機製造廠受到了德國官方的邀請。威利·梅塞施密特用Bf 108颱風式的特點設計出了Bf 109戰鬥機，贏得了德國空軍在1935年舉辦的競賽。
從此之後，梅塞施密特成為了納粹德國的新寵兒。在1938年7月11日巴伐利亞飛機製造廠重新整合成為梅塞施密特股份公司（Messerschmitt AG）。至此飛機名字字頭的縮寫也從原來的“Bf”（巴伐利亞飛機製造廠的縮寫）變成了“Me”（梅塞施密特的縮寫）。

## 二次世界大戰
在第二次世界大戰中，梅塞施密特公司成為了德國空軍最主要的飛機供應商，提供的飛機包括著名的Bf 109戰鬥機和Bf 110戰鬥機，這些飛機都成為了德國空中力量的主幹。還有其他的機型如Me 321滑翔運輸機和後來的六引擎版本Me 323運輸機。當二戰过半时，梅塞施密特轉而研發噴射發動機為動力的飛行器，並研發出史上第一架服役的噴射戰鬥機－Me 262戰鬥機。公司也製造了由德國滑翔機研究所所研發的一架用火箭驅動的飛機－Me 163戰鬥機「彗星」（德語：Komet）。
梅塞施密特也有幾個較為失敗的作品，比如Me 210重型戰鬥機。這架本來要取代Bf 110戰鬥機的飛機，卻因為本身的缺陷差點導致公司解散。直到Me 410重型戰鬥機的出現才把問題給解決，但是不久梅塞施密特就把注意力放在了生產Me 262上了。在戰爭即將結束之際，梅塞施密特公司還著手研發名為“轟炸美利堅”的Me 264轟炸機。

## 戰後發展
二戰結束後梅塞施密特公司被禁止製造航空器。因此公司轉而生產迷你車（德語：Kabinenroller）KR175／KR200系列。根據一些都市傳說，這些車都是用飛機的零組件製造的。這個傳說並不正確，但是它們的確是由飛機設計師佛里茨·芬特所設計，所以算是跟飛機有著表兄弟的關係。這種車在電影《妙想天开》出現過，引起了熱烈的迴響，甚至連貓王也有一輛。
迷你車的設計主要是源自於佛里茨·芬特的構想，梅塞施密特博士除了在產品上掛名外幾乎跟這些車的設計沒有任何關係。從產品的設計可以看出，飛機對芬特的影響是十分巨大的。KR200有著纖細的身軀和富有空氣動力學的設計，更重要的是它有著極高的效能，用一台200cc的發動機就能跑出100km/h的極速。

## 最终结局
1968年6月6日梅塞施密特股份公司與一家民用航空公司伯爾科合併，成為梅塞施密特-伯爾科。同年5月再買下漢堡飛機製造廠，公司为此再次更名為梅塞施密特-伯爾科-布洛姆（簡稱MBB）。1981年，MBB收购了联合航空技术公司（简称VFW，由著名的福克-沃尔夫与威塞尔飞机制造公司合并而成）。1989年，MBB被戴姆勒克萊斯勒航天公司（當時稱作德國航太公司）併購，最後成為歐洲航空防衛暨太空公司，2000年成为了欧洲空中巴士集团的一部分。

## 外部連結
- Luft '46 （页面存档备份，存于）